# Distretto di Altanbulag (Tôv)
Il distretto di Altanbulag è uno dei ventisette distretti (sum) in cui è suddivisa la provincia del Tôv, in Mongolia. Conta una popolazione di 3.079 abitanti (censimento 2007). 